# Phylocentropus
Phylocentropus là một chi côn trùng trong bộ Trichoptera. Loài đặc trưng của chi này là Polycentropus lucidus.

## Các loài
Các loài trong chi này gồm:
- Phylocentropus antiquus
- Phylocentropus auriceps
- Phylocentropus carolinus
- Phylocentropus cretaceous
- Phylocentropus harrisi
- Phylocentropus ligulatus
- Phylocentropus lucidus
- Phylocentropus narumonae
- Phylocentropus orientalis
- Phylocentropus placidus
- Phylocentropus shigae
- Phylocentropus simplex
- Phylocentropus spiniger
- Phylocentropus swolenskyi
- Phylocentropus vietnamellus